# Lucian Perța
Lucian Perța (n. 23 noiembrie 1953, Gâlgău, Județul Sălaj) este un scriitor și poet român, considerat de criticul literar Gheorghe Grigurcu, dar și de regretații Laurențiu Ulici și Marin Mincu drept cel mai mare parodist al României.
A absolvit în 1978 Facultatea de Filologie a Universității ”Babeș-Bolyai” din Cluj-Napoca. În perioada 1978-1979 a fost profesor titular la Școala generală din Valea Barni, comuna Mogoș, județul Alba, din 1979-1983 a fost profesor titular la școala Generală nr. 4 și școala Generală nr. 1 din Poienile de sub Munte, județul Maramureș, apoi a fost directorul aceleiași școli (1983-1988). Din anul 1988 până în anul 1990 a fost profesor la școala Generală nr. 2 din Vișeu de Sus, iar din 1990 este profesor-educator la Centrul Școlar pentru Educație Incluzivă din Vișeu de Sus.
Este membru fondator al grupului Ars Amatoria din Cluj. A debutat în 1967, în volumul colectiv „Cântec de început”.
A fost directorul Casei de Cultură Vișeu de Sus. între 1994-2013.
Din anul 2008, este realizator de emisiune de divertisment (epigrame-parodii) la HTV Borșa și, din anul 2013, la Nord TV Borșa.
Din anul 2007, este cetățean de onoare al orașului Vișeu de Sus.

## Apartenență la organizații/societăți culturale
Membru al Uniunii Epigramiștilor din România (2002)
Membru al Societății Naționale de Haiku (2003)
Membru al Uniunii Scriitorilor din România (iunie 2003)

## Inițiative culturale
Membru fondator al Cenaclului literar ,,Alexandru Ivasiuc" Sighetu Marmației (1970)
Redactor-șef al revistei de satiră și umor ,,Pupăza" (1999-2000)
Redactor-șef al revistei de satiră și umor ,,Colac peste pupăză" (din 2005)
Inițiator și organizator al Festivalului Internațional de Satiră și Umor ,,Zâmbete în prier", care se desfășoară la Vișeu de Sus

## Colaborări la publicații seriale
Redactor la periodicele „Zări
senine" — revista Liceului „Dragoș Vodă" din Sighetu Marmației
(1969-1972), „Napoca universitară", Cluj-Napoca (1974-1978),
„Măiastră", Baia Mare (1990-1992), „Clipa", Baia Mare (1992-1995), „Glasul de
Nord", Baia Mare (2000-2002), „Jurnalul de Sighet" (1993-1999),
„Astra vișeuană", Vișeu de Sus (1996-1998).
Redactor-șef al cotidianului
„Opinia" — subredacția Vișeu (1996-1998).
Colaborator la revistele
„Echinox" (1974-1978), „Viața studențească", „Amfiteatru",
„Dialog", „Astra", „Tribuna", „Orizont", „Cronica",
„Urzica" și almanahul „Urzica", „Luceafărul", „Steaua",
„Perpetuum comic", „Familia", „Târgoviștea", „Ziua
literară", „Curierul ucrainean", „Helvetica", „Archeus",
„Poesis", „Nord literar", „Poezia", „Mișcarea literară",
„Oglinda literară", ,,Plumb", ,,Ramuri", ,,Citadela", ,,Nord literar", ,,Bucovina literară",  cotidianul „Graiul Maramureșului" și ,,Informația zilei de Maramureș" la hebdomadarele băimărene „Jurnalul de vineri", „Nord magazin", „Hora locală" și ,,eMaramureș". 
Rubrică de parodie în:
„Luceafărul" (1994-2000), „Archeus" (din anul 2000), „Steaua"
(2000-2002), „Ziua literară" (2000-2004), „Familia" (din 1998),
„Poesis" (2002-2014), „Mișcarea literară" (din 2004), „Poezia"
(din 2006), „Oglinda literară" (2007-2008), „Luceafărul de dimineață"
(2009-2011), „Vatra" (din 2009), „Caiete silvane" (din 2009), „Singur"
(din 2009), ,,Acolada" (din 2014), ,,Tribuna" (din 2014), ,,Răsunetul cultural" (din 2014).

## Premii și distincții
1974 — Premiul I la Festivalul Internațional de Poezie de la Sighetu Marmației.
1985 — Premiul „Andrei Mureșanu" și Premiul revistei „Contemporanul" pentru participare la ediția a VIII-a a Festivalului „Armonii de primăvară" — Ziua creației literare, Vișeu de Sus.
1989 — Marele premiu „Ion Luca Caragiale" la Concursul de proză satirico-umoristică inițiat de revista „Urzica", București.
1995 — Marele premiu și premiul revistei „Luceafărul", pentru participarea la ediția a XVIII-a a Festivalului „Armonii de primăvară" — Ziua creației literare, Vișeu de Sus.
1997 — Premiul pentru volumul de poezie în manuscris ,,În numele limbii române,, la Festivalul Internațional de Poezie de la Sighetu Marmației și Serile de poezie „Nichita Stănescu" de la Desești; Premiul special pentru parodie, la Festivalul-concurs de creație „La Zalău se mai zâmbește", ediția a IX-a.
2001 — Titlul de excelență la ediția a IlI-a a Taberei Naționale de Literatură — Poiana Novăț; Diplomă de excelență pentru activitate remarcabilă în domeniul cultural artistic, acordat de Societatea Națională de Radiodifuziune — Studioul de Radio
Cluj-Napoca.
2002, aprilie — Premiul și
Diploma de excelență pentru întreaga operă literară și pentru activitatea de
promovare a valorilor culturale — acordat de Biblioteca Județeană „Petre Dulfu" Baia Mare.
2003, 12-13 iulie - Premiul I la ediția a XIX-a a Festivalului Internațional de Satiră și Umor „Mărul de aur", Bistrița; Premiul special „Marconi", conferit, la același festival, de Societatea Națională de Radiodifuziune — Studioul Teritorial de Radio Cluj pentru volumul de parodii ,,Groapa cu (a)muze". 
2005,16 aprilie — Premiul I la Concursul de epigramă cu tema „Nigrim" organizat în cadrul Festivalului Național de Epigramă „Cât e Buzăul de mare", ediția a VI-a.
2005, 2 noiembrie — Diploma de
excelență „în semn de recunoștință și apreciere pentru activitatea desfășurată
la Postul de Radio Sighet, în calitate de colaborator la realizarea emisiunilor
umoristice", decernată de Societatea Națională de Radiodifuziune —
Studioul Teritorial de Radio Cluj — Postul de Radio Sighet.
2006, 8-18 iulie — Premiu pentru parodie la
ediția I a Taberei Naționale de Literatură „Archeus", Baia Mare/Ocoliș.
2006, 22-23 septembrie — Premiul
Centrului de Cultură al Județului Bistrița-Năsăud și al Casei de Cultură a
Sindicatelor Bistrița, pentru volumul Apelul de seară, la Concursul Național de
Poezie „George Coșbuc", ediția a XXII-a.
2006, octombrie — Premiul pentru volumul de parodii Apelul de seară, la Festivalul Internațional de Poezie de la Sighetu
Marmației, ediția a XXXIII-a.
2006, 22 octombrie — Premiul „Ion
Cănăvoiu" pentru cea mai bună carte de parodie {Apelul de seară), la
Festivalul Național de Umor „Ion Cănăvoiu", Runcu (Gorj).
2006, noiembrie — Diploma de
onoare „în semn de apreciere a întregii sale activități în domeniul creației literar-artistice
și promovării valorilor culturale", primită din partea Direcției Județene
pentru Cultură și Patrimoniul Cultural Național Maramureș și din partea
Fundației Culturale „Archeus", Baia Mare.
2007 — Cetățean de onoare al
orașului Vișeu de Sus.
2007, 1 aprilie - Premiul I la
secțiunea Creație literară a Festivalului Internațional de Satiră și Umor
„Mărul de aur", Bistrița - ediția a XXIII-a.
2008 - Premiul pentru antologia
Apelul de seară, la Festivalul Internațional de Poezie de la Satu Mare.
2008, mai - Premiul II „A. C.
Calotescu-Neicu", „pentru calitatea epigramelor trimise la Festivalul
Internațional de Umor «Glume la... Masa tăcerii»", ediția a V-a, Târgu
Jiu.
2008, 1-15 mai - Diplomă de
excelență „pentru participarea la Zilele culturii maramureșene", Baia
Mare, ediția a II-a.
2008, octombrie - Premiul
Consiliului Local Desești la Festivalul Internațional de Poezie „Nichita
Stănescu", ediția a XXIX-a.
2008, 3 octombrie - Premiul Casei
de Cultură a Municipiului Timișoara, la Festivalul „Ridendo-39".
2008, 15 octombrie - Locul I la
concursul de poezie organizat în cadrul Festivalului Național de Umor „Alo,
Păstorel", de la Iași.
2009, 24 octombrie, Chișinău —
Diplomă de excelență „Travestia" „pentru spiritul parodic", atribuită
la ediția a V-a a Festivalului Național de Epigramă „Donici, cuib
de-nțelepciune".
2009, 1 Decembrie, Satu Mare -
Diplomă de excelență „pentru spiritul alert, harul și valoarea literară a
epigramelor prezentate în cadrul Festivalului Național Multicultural «De
dragoste, de neam, de țară»", ediția a IX-a.
2009, 22 decembrie, Bistrița —
Premiul revistei „Mișcarea literară", pentru poezie. 
2010, mai, Premiul I la secțiunea parodie al Festivalului Internațional ,,Alb-Umor", Alba-Iulia
2011 - Premiul special al
juriului pe anul 2011, la concursul organizat de Centrul Multicultural Poesis,
Satu Mare; Premiul pentru „cel mai bun parodist român", la Tabăra
Națională de Literatură și Arte Plastice „Archeus", ediția a Vl-a; Premiul
Interart acordat de USR, Filiala Cluj, pentru volumul Vizita de dimineață
(premiu oferit de omul de afaceri Remus Pop).
2011 27-29 mai, Alba Iulia -
Premiul I ex aequo - secțiunea Parodie, din cadrul Festivalului Internațional
„Alb-umor", ediția a II-a.
2011, 24 septembrie — Premiul
literar «„Poezie" — „Parodie"» pentru volumele Cât îi Maramureșu* /
Nu-i poet ca eu și tu și Cartea nunților, acordat de Asociația Scriitorilor
Baia Mare, la concursul „Cărțile anului 2010".
2011, noiembrie, Chișinău —
Premiul al II-lea — la Festivalul Național de Epigramă și Fabulă „Donici, cuib
de-nțelepciune", ediția a VII-a, secțiunea Fabulă.
2012, 21 aprilie, București —
Diploma de Membru de onoare al Uniunii Epigramiștilor din România, „pentru
aportul excepțional la promovarea epigramei românești".
2012, 12 mai, Buzău — Premiul I —
secțiunea Creație literară, la ediția a XIII-a a Festivalului Național de
Epigramă „Cât e Buzăul de mare" pentru volumul de parodii ,,Vizita de dimineață"
2012, 6-8 iulie — Premiul I — la
Festivalul Internațional „Umor fără frontiere", ediția I, Vama, jud.
Suceava.
2012, 8-14 octombrie, Vaslui —
Diplomă de excelență pentru participare la Concursul de Literatură
Satirico-Umoristică — secțiunea Manuscris/Revistă, din cadrul Festivalului de
Umor „Constantin Tănase", ediția a XXII-a.
2013, 10 mai, București — Premiul
special al președintelui Uniunii Epigramiștilor din România, atribuit la
manifestarea culturală „Premiile pe anul 2012".
2013, 7-9 iunie, Alba Iulia -
Premiul special al Filialei Alba - Hunedoara a Uniunii Scriitorilor din
România, decernat la Festivalul Internațional „Alb-umor", ediția a IV-a.
2013, iulie, Baia Mare/Ocoliș —
Diploma pentru parodie — în cadrul Taberei Naționale de Literatură și Arte
Plastice „Archeus", ediția a VIII-a.
2013, 7 iulie - Premiul II — la
secțiunea Literatură umoristică — Poezie, la Festivalul Internațional de
Grafică Satirică și Literatură Umoristică „Umor la... Gura Humorului",
ediția a XXIII-a.
2015, 22-23 mai, Bistrița — Premiul I — la Festivalul Internațional de satiră și umor ,,Mărul de Aur” pentru volumul : ,,No ase” 
2016, 1-3 aprilie, Diploma si medalia Societății Culturale ,,Steaua Nordului”, Botoșani,
2016, 21 mai, — Premiul I — la Festivalul Internațional Literatură Umoristică și Grafică Satirică „Alb Umor”, secțiunea parodie.

## Volume
- Folclor eminamente nou din Țara Maramureșului, Editura Jurnalul de Sighet, 1997,
- Rondeluri implementate, Editura Societății Culturale Pro Maramureș "Dragoș Vodă" 1999.
- Groapa cu (a)muze parodii, Baia Mare, Biblioteca Județeană „Petre Dulfu”, 2002.
- Cuțitul ca o mască, Cluj-Napoca, Ed. Grinta,2002
- Aventurile lui Cosmin în drum spre Țara de Aur, lit. pentru copii, Cluj-Napoca, Ed. Grinta, 2003;
- Poveste de iarnă, Cluj-Napoca, Ed. Grinta, 2005;
- Apelul de seară subintitulat O panaramă a poeziei românești de la origini pînă în prezent, Editura Grinta din Cluj-Napoca, 2006
- Pacea zăpezii : micropoeme, Târgu Mureș, Fundația Cronos, 2006
- Din vremea lui ,,A fost odată...”; Balade și sonete, Cluj-Napoca, Ed. Grinta, 2008
- … și am ieșit din vremi râzând… poezia și parodia anotimpurilor, Editura Grinta din Cluj-Napoca, 2009.
- Cât îi Maramureșu’ / Nu-i poet ca eu și tu Poeți maramureșeni din primul deceniu al secolului XXI, parodii (ed. ,,Limes”, Cluj-Napoca, 2010);
- Cartea Nunților” Ghid practic pentru județul Maramureș (ed. ,,Dacia XXI” Cluj-Napoca 2010);
- Literatura română mură-n gură Pseudo-analize literare la texte din manualele alternative ale claselor V-VIII (ed. Dacia XXI, Cluj-Napoca, 2010);
- Vizita de dimineață – o panaramă a poeziei românești de la origini până în prezent” editura Tracus Arte, București, 2011;
- Poeme paralele editura Caiete Silvane, Zalău, 2012;
- Ședință de consiliu(teatru de buzunar), (editura Grinta, Cluj-Napoca, 2012);
- Vin turcii (teatru de buzunar), (editura Grinta, Cluj-Napoca, 2012);
- De-a școala (teatru de buzunar), (editura Grinta, Cluj-Napoca, 2012);
- Unde dai și unde crapă… (Pe marginea unor proverbe), (editura Grinta, Cluj-Napoca, 2013).
- Literatura română mură-n gură Pseudo-analize literare la texte din manualele alternative ale claselor V-IX (ed. Grinta, Cluj-Napoca, 2013);
- La pețit... - Ghid practic pentru județul Maramureș (ed. Grinta, Cluj-Napoca, 2014)
- Râde ciob de oală spartă (ed. Grinta, Cluj-Napoca, 2014)
- No, așe - Folclor poetic eminamente nou din Țara Maramureșului (ed. Grinta, Cluj-Napoca, 2015)
- Noua parodie nouă - după antologia de poezie română postmodernă Noua poezie nouă alcătuită de Dumitru Chioaru (ed. Limes, Cluj-Napoca, 2016)
- Maramureș țară veche, cu poeți fără pereche - Panarama poeziei maramureșene culte, de la origini până mai ieri (ed. Grinta, Cluj-Napoca, 2016)
- Tălmăciri... răstălmăciri (poeți ucrainieni din România parodiaț Editura Grinta, Cluj-Napoca, 2017i )
- De-a telefonul fără fir (în colaborare cu Ioan Găbudean-senryu-uri parodiate ,Editura ardealul, Târgu Mureș, 2018)
- Zâmbind prin anotimpuri - poezia și parodia anotimpurilor în literatura română (Editura Eikon, București, 2018)

În colaborare cu Radu Ilarion Munteanu și Liviu Ovidiu Penea editează volumul ,,Mai există bizoni. Și cei care-i văzură” (Poemele clopotelor) ed. ,,Galaxia Gutenberg”, Târgu-Lăpuș, 2011 – partea de parodie. De asemenea parodiază toți poeții incluși în antologia lui Ion Vădan ,,Intersecții prin labirint” ed. ,,Dacia XXI”, Cluj-Napoca, 2011 și 10 poeți prezenți în Antologia de poezie a revistei ,,Singur” ed. ,,Grinta”, Cluj-Napoca, 2010.
În anul 2013, Biblioteca Județeană ,,Petre Dulfu" din Baia Mare editează volumul documentar-bibliografic Lucian Perța - 60. 